# Helioporacea
Helioporacea is een orde van harde koralen uit de klasse Anthozoa (bloemdieren). Een verouderde benaming van deze orde is Coenothecalia.

## Kenmerken
Het is het blauwe koraal uit de Indische en Stille oceaan. Het heeft een massief skelet dat doorboord is met cilindrische kanalen. De blauwe kleur van het skelet (die overigens bedekt is met een laag bruine poliepen) is het gevolg van ijzerzouten.

## Families
- Helioporidae Moseley, 1876
- Lithotelestidae Bayer & Muzik, 1977